# Mount Nirvana
Mount Nirvana je neoficiální název nejvyšší hory kanadských Severozápadních teritorií. Její vrchol se nachází v nadmořské výšce 2773 metrů. Prvovýstup uskutečnili v roce 1965 Bill Buckingham a Lew Surdam.